# Бланчард, Теренс
Теренс Оливер Бланчард (англ. Terence Oliver Blanchard; род. 13 марта 1962) — американский джазовый трубач, дирижёр, композитор, аранжировщик. Обладатель 5 статуэток «Грэмми» (2004, 2007, 2008, 2009, 2019), номинант на премии «Оскар» (2019, 2021), «Золотой глобус» (2003) и BAFTA (2019).

## Жизнь и карьера
Бланчард родился в Новом Орлеане, Луизиане, был единственным ребёнком Вильгельмины и Джозефа Оливера Бланчардов, оперного певца и страховщика. Бланчард начал играть на пианино в возрасте пяти лет, а затем на трубе в возрасте восьми лет, услышав игру Элвина Алкорна. Бланчард играл на трубе наряду со своим другом детства Уинтоном Марсалисом в летних музыкальных лагерях, но он не показывал настоящего знания игры на инструменте.

## Произведения

### Дискография
- Terence Blanchard (1991)
- Simply Stated (1992)
- The Malcolm X Jazz Suite (1992)
- In My Solitude: The Billie Holiday Songbook (1993)
- Romantic Defiance (1994)
- The Heart Speaks (1995)
- Jazz in Film (1998)
- Wandering Moon (1999)
- Let’s Get Lost (2001)
- Bounce (2003)
- Flow (2004)
- A Tale of God’s Will (A Requiem for Katrina) (2007)
- Choices (2009)
- Chano y Dizzy! (с Poncho Sanchez, 2011)
- Magnetic (2013)
- Breathless (2015)
- Live (2018)
- Absence (2021)

### Саундтреки
- BlacKkKlansman (2018)
- The Woman King (2022)

### Оперы
- «Огонь в моей крови», в трёх действиях на либретто Кейси Леммонс. Премьера — 15 июня 2019 года, Оперный театр Сент-Луиса. Далее постановки: Метрополитен-Опера (2021), Лирическая опера Чикаго (2022)
- «Чемпион», в двух действиях на либретто Майкла Кристофера. Премьера — 15 июня 2013 года, Оперный театр Сент-Луиса. Далее постановки: Лирическая опера Чикаго (2022), Лирическая опера Бостона (2022), Метрополитен-Опера (2023).

### Музыка к кинофильмам
Избранная фильмография Теренса Бланчарда.
- 1991: Тропическая лихорадка / Jungle Fever
- 1992: Малкольм Икс / Malcolm X*
- 1997: Ускользающий идеал / 'Til There Was You
- 1998: Джиа / Gia
- 1999: Кровавое лето Сэма / Summer of Sam
- 2000: Следующая пятница / Next Friday
- 2001: Клошар / The Caveman's Valentine*
- 2001: Соблазн / Original Sin*
- 2001: Блеск / Glitter
- 2002: 25-й час / 25th Hour*
- 2002: Нужные люди / People I Know
- 2006: Не пойман — не вор / Inside Man*
- 2006: Когда рушатся плотины / When the Levees Broke: A Requiem in Four Acts
- 2008: Кадиллак Рекордс / Cadillac Records
- 2012: Красные хвосты / Red Tails
- 2015: Чирак / Chi-Raq
- 2018: Чёрный клановец / BlacKkKlansman
- 2019: Гарриет / Harriet
- 2020: Пятеро одной крови / Da 5 Bloods
- 2020: Перри Мейсон / Perry Mason
- 2020: Одна ночь в Майами / One Night in Miami